# Världsmästerskapen i schack

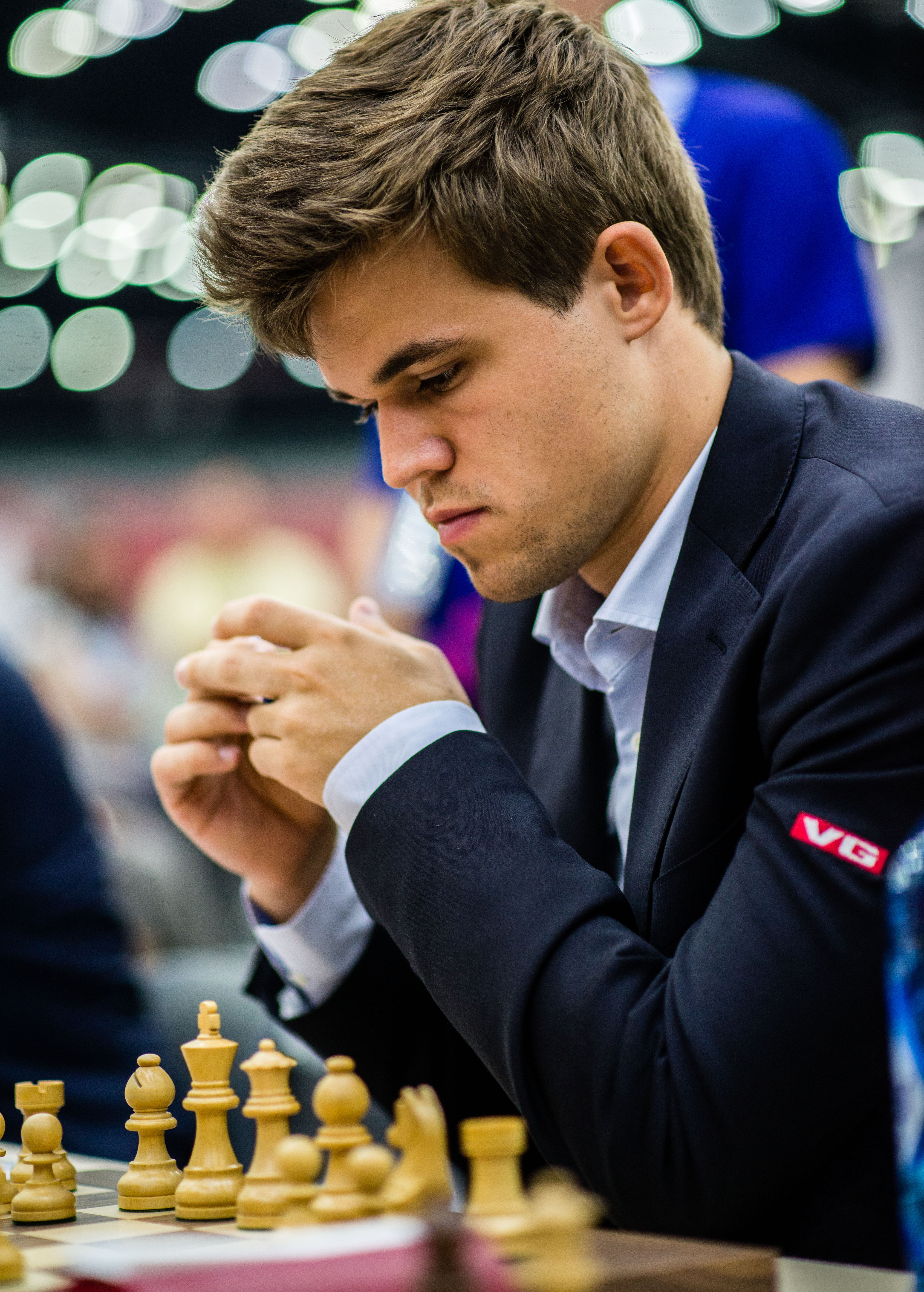
Tidigare världsmästare Magnus Carlsen (Norge). Carlsen innehade titeln mellan 2013 och 2023, tills han valde att inte försvara titeln.

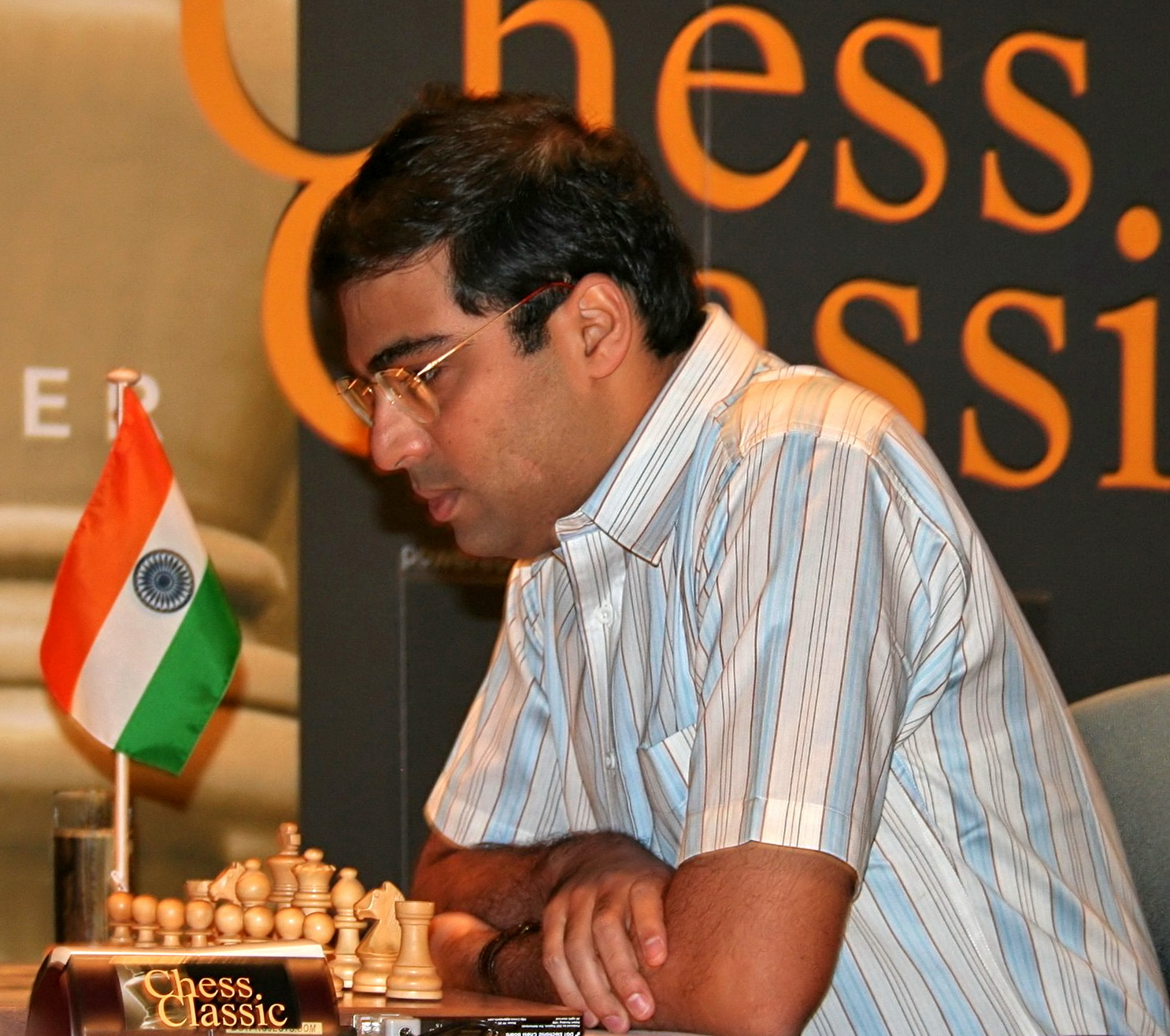
Tidigare världsmästare Viswanathan Anand.

Världsmästerskapet i schack är en mästerskapstävling i brädspelet schack. Både män och kvinnor har möjlighet att tävla om världsmästartiteln. De officiella världsmästerskapen anses ha börjat 1886 när den tidens två främste schackspelare i Europa, Wilhelm Steinitz och Johannes Zukertort, spelade en match. 1886 till 1946 utsåg den regerande mästaren en utmanare på en match om världsmästartiteln. 1948 till 1993 arrangerades världsmästerskapen av FIDE. 1993 bröt den regerande mästaren Garri Kasparov sig ur FIDE vilket ledde till två rivaliserande världsmästare. Detta kvarstod fram till 2006 då det åter blev en världsmästare, utsedd av FIDE.
Det finnas också världsmästerskap för damer, juniorer, seniorer och datorer. Det finns även världsmästerskap i korrespondensschack, snabbschack och blixtschack.

## Världsmästare

### Inofficiella världsmästare före 1886
| Namn                    | År                  | Land           |
| ----------------------- | ------------------- | -------------- |
| Luis Ramírez de Lucena  | ca 1490             | Spanien        |
| Pedro Damiano           | ca 1520             | Portugal       |
| Ruy López de Segura     | ca 1560             | Spanien        |
| Leonardo da Cutri       | ca 1575             | Italien        |
| Paolo Boi               | ca 1575             | Italien        |
| Alessandro Salvio       | ca 1600             | Italien        |
| Gioacchino Greco        | ca 1620             | Italien        |
| Legall de Kermeur       | ca 1730–1747        | Frankrike      |
| Francois-André Philidor | ca 1747–1795        | Frankrike      |
| Alexandre Deschapelles  | ca 1800-1820        | Frankrike      |
| Louis de La Bourdonnais | ca 1820–1840        | Frankrike      |
| Pierre de Saint-Amant   | 1842-1843           | Frankrike      |
| Howard Staunton         | 1843–1851           | Storbritannien |
| Adolf Anderssen         | 1851–1858 1862–1866 | Tyskland       |
| Paul Morphy             | 1858–1862           | USA            |
| Wilhelm Steinitz        | 1866–1878           | Österrike      |
| Johannes Zukertort      | 1879-1886           | Polen          |

### Världsmästare 1886–1993
| Nr | Namn                 | År                            | Land                                         | Ålder             |
| -- | -------------------- | ----------------------------- | -------------------------------------------- | ----------------- |
| 1  | Wilhelm Steinitz     | 1886–1894                     | Österrike USA                                | 50–58             |
| 2  | Emanuel Lasker       | 1894–1921                     | Tyskland                                     | 26–52             |
| 3  | José Raúl Capablanca | 1921–1927                     | Kuba                                         | 33–39             |
| 4  | Alexander Alekhine   | 1927–1935 1937–1946           | Frankrike                                    | 35–43 45–54       |
| 5  | Max Euwe             | 1935–1937                     | Nederländerna                                | 34–36             |
| 6  | Michail Botvinnik    | 1948–1957 1958–1960 1961–1963 | Sovjetunionen (Ryska SFSR)                   | 37–46 47–49 50–52 |
| 7  | Vasilij Smyslov      | 1957–1958                     | Sovjetunionen (Ryska SFSR)                   | 36                |
| 8  | Michail Tal          | 1960–1961                     | Sovjetunionen (Lettiska SSR)                 | 24                |
| 9  | Tigran Petrosian     | 1963–1969                     | Sovjetunionen (Armeniska SSR)                | 34–40             |
| 10 | Boris Spasskij       | 1969–1972                     | Sovjetunionen (Ryska SFSR)                   | 32–35             |
| 11 | Robert J. Fischer    | 1972–1975                     | USA                                          | 29–32             |
| 12 | Anatolij Karpov      | 1975–1985                     | Sovjetunionen (Ryska SFSR)                   | 24–34             |
| 13 | Garri Kasparov       | 1985–1993                     | Sovjetunionen (Azerbajdzjanska SSR) Ryssland | 22–30             |

| Nr | Namn                | År        | Land       |
| -- | ------------------- | --------- | ---------- |
| 1  | Anatolij Karpov     | 1993–1999 | Ryssland   |
| 2  | Alexander Khalifman | 1999–2000 | Ryssland   |
| 3  | Viswanathan Anand   | 2000–2002 | Indien     |
| 4  | Ruslan Ponomariov   | 2002–2004 | Ukraina    |
| 5  | Rustam Kasimdzhanov | 2004–2005 | Uzbekistan |
| 6  | Veselin Topalov     | 2005–2006 | Bulgarien  |

| Nr | Namn             | År        | Land     |
| -- | ---------------- | --------- | -------- |
| 13 | Garri Kasparov   | 1993–2000 | Ryssland |
| 14 | Vladimir Kramnik | 2000–2006 | Ryssland |

### Världsmästare 2006–
| Nr | Namn              | År        | Land     |
| -- | ----------------- | --------- | -------- |
| 14 | Vladimir Kramnik  | 2006–2007 | Ryssland |
| 15 | Viswanathan Anand | 2007–2013 | Indien   |
| 16 | Magnus Carlsen    | 2013–2023 | Norge    |
| 17 | Ding Liren        | 2023–2024 | Kina     |
| 18 | Dommaraju Gukesh  | 2024–     | Indien   |

## VM-matcher
Följande är en lista över VM-matcher i schack. Vinnaren i varje match står först. Resultatsiffrorna inom parentes anger segrarens antal vunna partier (+), förlorade partier (-), samt remier (=).

### Inofficiella matcher
- 1834 Louis de La Bourdonnais–Alexander McDonnell (+45 -27 =13)
- 1843 Pierre de Saint-Amant–Howard Staunton (+3 -2 =1)
- 1843 Howard Staunton–Pierre de Saint-Amant (+11 -6 =4)
- 1846 Howard Staunton–Bernhard Horwitz (+14 -7 =3)
- 1851 Adolf Anderssen (utslagningsturnering med 16 deltagare)
- 1858 Paul Morphy–Adolf Anderssen (+7 -2 =2)
- 1862 Adolf Anderssen (11 poäng av 13 möjliga, turnering med 14 deltagare)
- 1866 Wilhelm Steinitz–Adolf Anderssen (+8 -6 =0)
- 1883 Johannes Zukertort (22 poäng av 26 möjliga, dubbelrondig turnering med 14 deltagare)

### Officiella VM-matcher
- 1886 Wilhelm Steinitz–Johannes Zukertort (+10 -5 =5)
- 1889 Wilhelm Steinitz–Michail Tjigorin (+10 -6 =1)
- 1890-91 Wilhelm Steinitz–Isidor Gunsberg (+6 -4 =9)
- 1892 Wilhelm Steinitz–Michail Tjigorin (+10 -8 =5)
- 1894 Emanuel Lasker–Wilhelm Steinitz (+10 -5 =4)
- 1896-97 Emanuel Lasker–Steinitz (+10 -2 =5)
- 1907 Emanuel Lasker–Frank Marshall (+8 -0 =7)
- 1908 Emanuel Lasker–Siegbert Tarrasch (+8 -3 =5)
- 1910 Emanuel Lasker–Carl Schlechter (+1 -1 =8)
- 1910 Emanuel Lasker–David Janowski (+8 -0 =3)
- 1921 José Raúl Capablanca–Emanuel Lasker (+4 -0 =10)
- 1927 Alexander Aljechin–José Raúl Capablanca (+6 -3 =25)
- 1929 Alexander Aljechin–Jefim Bogoljubov (+11 -5 =9)
- 1934 Alexander Aljechin–Jefim Bogoljubov (+8 -3 =15)
- 1935 Max Euwe–Alexander Aljechin (+9 -8 =13)
- 1937 Alexander Aljechin–Max Euwe (+10 -4 =11)

### Matcher under FIDE:s ledarskap
- 1948 (FIDE) Michail Botvinnik (14 poäng av 20 möjliga, turnering med fem spelare, fem cykler à 4 ronder)
- 1951 (FIDE) Michail Botvinnik–David Bronstein (+5 -5 =14)
- 1954 (FIDE) Michail Botvinnik–Vasilij Smyslov (+7 -7 =10)
- 1957 (FIDE) Vasilij Smyslov–Michail Botvinnik (+6 -3 =13)
- 1958 (FIDE) Michail Botvinnik–Vasilij Smyslov (+7 -5 =11)
- 1960 (FIDE) Michail Tal–Michail Botvinnik (+6 -2 =13)
- 1961 (FIDE) Michail Botvinnik–Michail Tal (+10 -5 =6)
- 1963 (FIDE) Tigran Petrosian–Michail Botvinnik (+5 -2 =15)
- 1966 (FIDE) Tigran Petrosian–Boris Spasskij (+4 -3 =17)
- 1969 (FIDE) Boris Spasskij–Tigran Petrosian (+6 -4 =13)
- 1972 (FIDE) Robert Fischer–Boris Spasskij (+7 -3 =11)
- 1975 (FIDE) Anatolij Karpov–Robert Fischer (Karpov vann på w.o. då Fischer uteblev från spel; i kandidatfinalen 1974 i Leningrad vann Anatolij Karpov mot Viktor Kortjnoj med +3 -2 =19)
- 1978 (FIDE) Anatolij Karpov–Viktor Kortjnoj (+6 -5 =21)
- 1981 (FIDE) Anatolij Karpov–Viktor Kortjnoj (+6 -2 =10)
- 1984-85 (FIDE) Anatolij Karpov–Garri Kasparov (+5 -3 =40) (matchen avbruten av FIDE-presidenten)
- 1985 (FIDE) Garri Kasparov–Anatolij Karpov (+5 -3 =16)
- 1986 (FIDE) Garri Kasparov–Anatolij Karpov (+5 -4 =15)
- 1987 (FIDE) Garri Kasparov–Anatolij Karpov (+4 -4 =16)
- 1990 (FIDE) Garri Kasparov–Anatolij Karpov (+4 -3 =17)

### VM-matcher under schackvärldens delning mellan FIDE och PCA/Braingames/Classical
- 1992 (Oberoende icke-officiell VM-match) Robert Fischer–Boris Spasskij (+10 -5 =15) (returmatch efter VM-matchen 1972)
- 1993 (FIDE) Anatolij Karpov–Jan Timman (+5 -2 =14)
- 1993 (PCA) Garri Kasparov–Nigel Short (+6 -1 =13)
- 1995 (PCA) Garri Kasparov–Viswanathan Anand (+4 -1 =13)
- 1996 (FIDE) Anatolij Karpov–Gata Kamsky (+6 -3 =9)
- 1998 (FIDE) Anatolij Karpov–Viswanathan Anand (+2 -2 =2)
- 1999 (FIDE) Alexander Chalifman–Vladimir Akopjan (+2 -1 =3)
- 2000 (Braingames; före detta PCA) Vladimir Kramnik–Garri Kasparov (+2 -0 =13)
- 2000 (FIDE) Viswanathan Anand–Alexej Shirov (+3 -0 =1)
- 2002 (FIDE) Ruslan Ponomariov–Vasilij Ivantjuk (+2 -0 =5)
- 2004 (FIDE) Rustam Kasimdjanov–Michael Adams (+3 -2 =3)
- 2004 (Classical; f.d. Braingames) Vladimir Kramnik–Péter Lékó (+2 -2 =10)
- 2005 (FIDE) Veselin Topalov (10 poäng av 14 möjliga; dubbelrondig turnering, 8 deltagare)

### Återföreningsmatch mellan FIDE och PCA/Braingames/Classical
- 2006 (FIDE) Vladimir Kramnik–Veselin Topalov (+3 -3 =6; Kramnik vann efter tiebreak, +2 -1 =1)

### Matcher under FIDE:s ledarskap
- 2007 (FIDE) Viswanathan Anand (9 poäng av 14 möjliga; dubbelrondig turnering, 8 deltagare)
- 2008 (FIDE) Viswanathan Anand–Vladimir Kramnik (+3 -1 =7)
- 2010 (FIDE) Viswanathan Anand–Veselin Topalov (+3 -2 =7)
- 2012 (FIDE) Viswanathan Anand–Boris Gelfand (+1 -1 =10; Anand vann efter tiebreak +1 -0 =3)
- 2013 (FIDE) Magnus Carlsen–Viswanathan Anand (+3 -0 =7)
- 2014 (FIDE) Magnus Carlsen–Viswanathan Anand (+3 -1 =7)
- 2016 (FIDE) Magnus Carlsen–Sergej Karjakin (+1 -1 =10; Carlsen vann efter tiebreak +2 -0 =2)
- 2018 (FIDE) Magnus Carlsen–Fabiano Caruana (+0 -0 =12; Carlsen vann efter tiebreak +3 -0 =0)
- 2021 (FIDE) Magnus Carlsen–Jan Nepomnjasjtjij (+4 -0 =7)
- 2023 (FIDE) Ding Liren–Jan Nepomnjasjtjij (+3 -3 =8; Ding vann efter tiebreak +1 -0 =3; Carlsen avstod från att försvara sin titel)
- 2024 (FIDE) Dommaraju Gukesh–Ding Liren (+3 -2 =9)